# Consolers of the Lonely
Consolers of the Lonely è il secondo album dei The Raconteurs, uscito nel 2008.

## Tracce
Tutte le tracce sono state scritte da Brendan Benson e Jack White eccetto dove indicato tra parentesi.
1. Consoler of the Lonely - 3:25
2. Salute Your Solution - 3:00
3. You Don't Understand Me - 4:53
4. Old Enough - 3:57
5. The Switch and the Spur - 4:25
6. Hold Up - 3:26
7. Top Yourself - 4:25
8. Many Shades of Black - 4:24
9. Five on the Five - 3:33
10. Attention - 3:40
11. Pull This Blanket Off - 1:59
12. Rich Kid Blues (Terry Reid) - 4:34
13. These Stones Will Shout - 3:54
14. Carolina Drama - 5:55

## Formazione
- Jack White - chitarra, voce, tastiere
- Brendan Benson - chitarra, voce, tastiere
- Jack Lawrence - basso
- Patrick Keeler - batteria